# Топлотни удар
Топлотни удар је једна од најтежих компликација термичког стреса.

## Услови / Узроци
До овог стања долази у условима: 
- повишене спољне температуре и
- високог процента релативне влажности ваздуха, као и код
- прегрејаности и дуготрајног мишићног рада.

Услед интензивног излагања организма топлоти долази до отказивања терморегулаторних механизама, и у таквим случајевима телесна температура може нагло порасти и у размаку 10-15 минута достићи и преко 41°C. То је праћено неуролошком и општом телесном дисфункцијом. Претерана топлота денатурише протеине, дестабилизује фосфолипиде и липопротеине, што доводи до: 
- колапса кардиоваскуларног система,
- отказивања мишића и органа,
- конвулзија,
- коме и
- у најтежем случају до смрти.

Топлотни удар се може појавити изненада, без претходних симптома исцрпљености врућином. 

## Симптоми
Симптоми топлотног удара су: 
- висока телесна температура (изнад 40),
- сува и врућа кожа, отежано дисање,
- тахикардија (160-180 откуцаја срца у минути),
- низак крвни притисак,
- вртоглавица,
- главобоља,
- умор,
- мучнина и повраћање,
- грчеви,
- несигуран ход,
- губитак свести,
- крв у урину или столици,
- одсуство знојења и сл.

## Форме топлотног удара
Постоје две форме топлотног удара: извршни и класични. 
- Извршни се чешће јавља код млађих особа, које се дужи временски период излажу физичким активностима при високим температурама ваздуха. То је и један од најчешћих узрока смрти младих спортиста.
- Класични топлотни удар се јавља код старијих особа (поготово хроничних болесника) и деце. Обично се јавља лети, услед наглог пораста температуре, јер је овим особама потребно више времена да се аклиматизују.

## Лечење
Лечење се састоји у:
- што бржем снижавању телесне температуре (уклањање сувишне одеће, дислоцирање оболелог у хлад или расхлађене просторије, квашење коже,
- излагање тела ваздушној струји,
- унос течности итд).

Потребно је и хитно пружање лекарске помоћи, јер ово стање може узроковати трајни инвалидитет или смрт.

## Сличност са сунчаницом
Топлотни удар је врло сличан сунчаници, с том разликом да не мора настати као последица директног излагања сунцу. Као основни вид превенције се препоручује избор одеће примерен климатским условима, редовна рехидратација, расхлађивање итд.